# HD 152581 b
HD 152581 b (Ganja) – planeta pozasłoneczna krążąca wokół gwiazdy HD 152581 (Mahsati) w gwiazdozbiorze Wężownika odległej o około 540 lat świetlnych od Słońca.

## Odkrycie
Planeta została odkryta w 2011 roku w ramach projektu obserwacji podolbrzymów z Obserwatorium Kecka. Istnienie planety wykryto dzięki precyzyjnym pomiarom zmian prędkości radialnej jej gwiazdy.

## Charakterystyka
Jest to gazowy olbrzym o masie równej półtorej masy Jowisza, który obiega swoją gwiazdę w średniej odległości 1,48 au. Okres obiegu tej planety to około 689 dni ziemskich.

## Nazwa
Planeta ma nazwę własną Ganja, pochodzącą od miasta w Azerbejdżanie. W tym mieście urodzili się m.in. poetka Mahsati i poeta Nizami; imię tej pierwszej nosi gwiazda, wokół której krąży HD 152581 b. Nazwy zostały wyłonione w konkursie, który zorganizowała w 2019 roku Międzynarodowa Unia Astronomiczna w ramach stulecia istnienia organizacji. Sto państw zyskało prawo nazwania gwiazd i okrążających je planet, a uczestnicy z Azerbejdżanu mogli wybrać nazwy dla tej planety i jej gwiazdy, związane tematycznie z krajem i ze sobą nawzajem. Spośród nadesłanych propozycji zwyciężyły nazwy „Mahsati” dla gwiazdy i „Ganja” dla planety.